# 2005年美國職棒大聯盟選秀
2005年美國職棒大聯盟選秀為大聯盟第41屆選秀，在美國時間6月7日至8日舉行。亞利桑那響尾蛇的賈斯汀·厄普頓為該年首輪選秀狀元。

## 第一輪選秀
Key
|   | 入選美國職棒大聯盟全明星賽的球員 |
| * | 並未簽約的球員                   |

| 選秀順位 | 球員              | 球隊             | 位置     | 畢業學校                 |
| -------- | ----------------- | ---------------- | -------- | ------------------------ |
| 1        | 賈斯汀·厄普頓     | 亞利桑那響尾蛇   | 游擊手   | 大橋高中                 |
| 2        | 艾力士·古登       | 堪薩斯市皇家     | 三壘手   | 內布拉斯加大學林肯分校   |
| 3        | 傑夫·克萊門特     | 西雅圖水手       | 捕手     | 南加州大學               |
| 4        | 萊恩·齊默爾曼     | 華盛頓國民       | 三壘手   | 維吉尼亞大學             |
| 5        | 萊恩·布勞恩       | 密爾瓦基釀酒人   | 三壘手   | 邁阿密大學               |
| 6        | 瑞奇·羅梅洛       | 多倫多藍鳥       | 左投     | 加州州立大學富勒頓分校   |
| 7        | 特洛伊·托洛維斯基 | 科羅拉多洛磯     | 游擊手   | 加州州立大學長堤分校     |
| 8        | 韋德·唐森德       | 坦帕灣魔鬼魚     | 右投     | 萊斯大學                 |
| 9        | 麥克·派爾弗里     | 紐約大都會       | 右投     | 衛奇塔州立大學           |
| 10       | 卡麥隆·梅賓       | 底特律老虎       | 中外野手 | T·C·羅伯森高中           |
| 11       | 安德魯·麥卡琴     | 匹茲堡海盜       | 中外野手 | 米德堡高中               |
| 12       | 傑·布魯斯         | 辛辛那提紅人     | 中外野手 | 西河中學                 |
| 13       | 布蘭登·史奈德     | 巴爾的摩金鶯     | 捕手     | 西域高中                 |
| 14       | 崔佛·克羅         | 克里夫蘭印地安人 | 中外野手 | 亞利桑那大學             |
| 15       | 蘭斯·布羅德威     | 芝加哥白襪       | 右投     | 德克薩斯基督教大學       |
| 16       | 克里斯·佛斯塔德   | 佛羅里達馬林魚   | 右投     | 棕櫚灘花園社區高中       |
| 17       | C·J·亨利          | 紐約洋基         | 游擊手   | 普特南城高中             |
| 18       | 凱撒·卡瑞洛       | 聖地牙哥教士     | 右投     | 邁阿密大學               |
| 19       | 小約翰·梅貝瑞     | 德州遊騎兵       | 右外野手 | 史丹佛大學               |
| 20       | 馬克·帕威萊克     | 芝加哥小熊       | 左投     | 史普林維爾高中           |
| 21       | 克里夫·潘寧頓     | 奧克蘭運動家     | 游擊手   | 德克薩斯州農工大學       |
| 22       | 亞倫·湯普森       | 佛羅里達馬林魚   | 左投     | 約翰·卡羅天主教高中      |
| 23       | 雅戈比·艾爾斯布里 | 波士頓紅襪       | 中外野手 | 俄勒岡州立大學           |
| 24       | 布萊恩·波古瑟維奇 | 休士頓太空人     | 左投     | 克勞佛·莫斯利高中        |
| 25       | 馬特·加爾薩       | 明尼蘇達雙城     | 右投     | 加州州立大學弗雷斯諾分校 |
| 26       | 克雷格·韓森       | 波士頓紅襪       | 右投     | 聖若望大學               |
| 27       | 喬伊·迪懷恩       | 亞特蘭大勇士     | 右投     | 北卡羅來納州立大學       |
| 28       | 寇爾比·拉斯莫斯   | 聖路易紅雀       | 中外野手 | 羅塞爾郡高中             |
| 29       | 雅各·馬西厄斯     | 佛羅里達馬林魚   | 右投     | 麥克尼斯州立大學         |
| 30       | 泰勒·格林         | 聖路易紅雀       | 游擊手   | 喬治亞理工學院           |

### 第一輪補充選秀
| 選秀順位 | 球員            | 球隊             | 位置   | 畢業學校                 |
| -------- | --------------- | ---------------- | ------ | ------------------------ |
| 31       | 麥特·托拉       | 亞利桑那響尾蛇   | 右投   | 麻薩諸塞大學阿默斯特分校 |
| 32       | 查茲·羅         | 科羅拉多洛磯     | 右投   | 拉法耶特高中             |
| 33       | 約翰·特倫南     | 克里夫蘭印地安人 | 外野手 | 蘭丘伯納多高中           |
| 34       | 萊恩·塔克       | 佛羅里達馬林魚   | 右投   | 天普市高中               |
| 35       | 凱撒·拉莫斯     | 聖地牙哥教士     | 左投   | 加州州立大學長堤分校     |
| 36       | 崔維斯·巴克     | 奧克蘭運動家     | 外野手 | 亞利桑那州立大學         |
| 37       | 崔佛·貝爾       | 洛杉磯天使       | 右投   | 克雷斯森塔谷高中         |
| 38       | 艾利·洛爾格     | 休士頓太空人     | 右投   | 田納西大學               |
| 39       | 亨利·桑契斯     | 明尼蘇達雙城     | 一壘手 | 教會灣高中               |
| 40       | 路克·霍切瓦*    | 洛杉磯道奇       | 右投   | 田納西大學               |
| 41       | 包爾·瓊斯       | 亞特蘭大勇士     | 左投   | 德斯崔罕高中             |
| 42       | 克雷·布克霍爾茲 | 波士頓紅襪       | 右投   | 安潔莉娜學院             |
| 43       | 馬克·麥科米克   | 聖路易紅雀       | 右投   | 貝勒大學                 |
| 44       | 尚恩·衛斯特     | 佛羅里達馬林魚   | 左投   | 史瑞夫艦長高中           |
| 45       | 傑德·羅銳       | 波士頓紅襪       | 二壘手 | 史丹佛大學               |
| 46       | 泰勒·赫隆       | 聖路易紅雀       | 右投   | 威靈頓社區高中           |
| 47       | 麥克·鮑登       | 波士頓紅襪       | 右投   | 瓦邦西谷高中             |
| 48       | 蓋瑞特·歐森     | 巴爾的摩金鶯     | 左投   | 加州理工州立大學         |

```
*表示未簽約
```

## 補償選秀
1. ↑  因喬恩·利柏（英语：Jon Lieber）加入費城人隊而得到補償選秀
2. ↑  因亞曼多·班尼提茲（英语：Armando Benitez）加入巨人隊的而得到補償選秀
3. ↑  因奧蘭多·卡布雷拉加入天使隊而得到補償選秀
4. ↑  因德瑞克·洛夫加入道奇隊而得到補償選秀
5. ↑  因埃德加·倫特利亞加入紅襪隊而得到補償選秀
6. ↑  因卡爾·帕瓦諾加入洋基隊而得到補償選秀
7. ↑  因瑞奇·塞克斯頓（英语：Richie Sexson）成為自由球員而得到額外選秀
8. ↑  因芬尼·卡斯提拉（英语：Vinny Castilla）成為自由球員而得到額外選秀
9. ↑  因奧馬爾·維茲奎爾成為自由球員而得到額外選秀
10. ↑  因亞曼多·班尼提茲（英语：Armando Benitez）成為自由球員而得到額外選秀
11. ↑  因大衛·威爾斯成為自由球員而得到額外選秀
12. ↑  因達米安·米勒成為自由球員而得到額外選秀
13. ↑  因特洛依·帕西佛成為自由球員而得到額外選秀
14. ↑  因卡洛斯·貝爾川成為自由球員而得到額外選秀
15. ↑  因柯瑞·柯斯基（英语：Corey Koskie）成為自由球員而得到額外選秀
16. ↑  因艾德里安·貝爾垂成為自由球員而得到額外選秀
17. ↑  因傑瑞特·懷特（英语：Jaret Wright）成為自由球員而得到額外選秀
18. ↑  因佩卓·馬丁尼茲成為自由球員而得到額外選秀
19. ↑  因埃德加·倫特利亞成為自由球員而得到額外選秀
20. ↑  因卡爾·帕瓦諾成為自由球員而得到額外選秀
21. ↑  因奧蘭多·卡布雷拉成為自由球員而得到額外選秀
22. ↑  因麥克·馬森尼（英语：Mike Matheny）成為自由球員而得到額外選秀
23. ↑  因德瑞克·洛夫成為自由球員而得到額外選秀
24. ↑  因金鶯隊在2004年未能簽下韋德·唐森德（英语：Wade Townsend）而得到額外選秀

## 其他著名球員
- 崔維斯·伍德, 第2輪, 60順位被辛辛那提紅人選走
- 諾蘭·雷莫德（英语：Nolan Reimold）, 第2輪, 61順位被巴爾的摩金鶯選走
- 蔡斯·韓德利, 第2輪, 66順位被聖地牙哥教士選走
- 凱文·史羅威（英语：Kevin Slowey）, 第2輪, 73順位被明尼蘇達雙城選走
- 尤尼爾·艾斯科巴（英语：Yunel Escobar）, 第2輪, 75順位被亞特蘭大勇士選走
- 尼克·杭德利（英语：Nick Hundley）, 第2輪, 76順位被聖地牙哥教士選走
- 米卡·歐文斯（英语：Micah Owings）, 第3輪, 83順位被亞利桑那響尾蛇選走
- 布萊恩·杜恩辛（英语：Brian Duensing）, 第3輪, 84順位被明尼蘇達雙城選走
- 喬丹·舍費爾, 第3輪, 104順位被亞特蘭大勇士選走
- 布萊特·加德納, 第3輪, 107順位被紐約洋基選走
- 賈斯汀·麥斯威爾（英语：Justin Maxwell）, 第4輪, 114順位被華盛頓國民選走
- 傑瑞米·海利克森, 第4輪, 118順位被坦帕灣魔鬼魚選走
- 山姆·勒庫爾（英语：Sam LeCure）, 第4輪, 122順位被辛辛那提紅人選走
- 克里斯·蓋茲（英语：Chris Getz）, 第4輪, 125順位被芝加哥白襪選走
- 蓋比·桑契斯（英语：Gaby Sanchez）, 第4輪, 126順位被佛羅里達馬林魚選走
- 布萊恩·馬圖茲（英语：Brian Matusz）, 第4輪, 133順位被洛杉磯天使選走,但未簽約
- 米歇爾·博格斯（英语：Mitchell Boggs）, 第5輪, 170順位被聖路易紅雀選走
- 蘭斯·林恩, 第6輪, 173順位被西雅圖水手選走,但未簽約
- 馬可·艾斯崔達（英语：Marco Estrada）, 第6輪, 174順位被華盛頓國民選走
- 道格·費斯特, 第6輪, 199順位被紐約洋基選走,但未簽約
- 麥可·布蘭特利, 第7輪, 205順位被密爾瓦基釀酒人選走
- 喬恩·尼斯（英语：Jon Niese）, 第7輪, 209順位被紐約大都會選走
- 威爾·凡納伯, 第7輪, 218順位被聖地牙哥教士選走
- 傑邁爾·威克斯（英语：Jemile Weeks）, 第8輪, 235順位被密爾瓦基釀酒人選走,但未簽約
- 史蒂夫·皮爾斯, 第8輪, 241順位被匹茲堡海盜選走
- 克萊頓·理查德, 第8輪, 245順位被芝加哥白襪選走
- 奧斯丁·傑克森, 第8輪, 259順位被紐約洋基選走
- 巴比·帕涅爾（英语：Bobby Parnell）, 第9輪, 269順位被紐約大都會選走
- 賈許·奧特曼（英语：Josh Outman）, 第10輪, 307順位被費城費城人選走
- 彼得·波荷斯（英语：Peter Bourjos）, 第10輪, 313順位被洛杉磯天使選走
- 約翰·萊納, 第11輪, 324順位被華盛頓國民選走
- 喬許·湯姆林, 第11輪, 338順位被聖地牙哥教士選走,但未簽約
- 克雷格·史丹曼, 第12輪, 354順位被華盛頓國民選走
- 馬特·喬伊斯, 第12輪, 360順位被底特律老虎選走
- 賈許·索勒（英语：Josh Thole）, 第13輪, 389順位被紐約大都會選走
- 羅根·昂德魯塞克, 第13輪, 392順位被辛辛那提紅人選走
- 卡斯普·威爾斯（英语：Casper Wells）, 第14輪, 420順位被底特律老虎選走
- 佩卓·艾爾法瑞茲, 第14輪, 438順位被波士頓紅襪選走,但未簽約
- 克里斯·卡特, 第15輪, 455順位被芝加哥白襪選走
- 安德魯·貝利, 第16輪, 475順位被密爾瓦基釀酒人選走,但未簽約
- 大衛·赫南德茲（英语：David Hernandez (baseball)）, 第16輪, 483順位被巴爾的摩金鶯選走
- 賈斯汀·史莫克, 第16輪, 491順位被奧克蘭運動家選走,但未簽約
- 揚德·阿隆索（英语：Yonder Alonso）, 第16輪, 495順位被明尼蘇達雙城選走,但未簽約
- 詹姆斯·羅素（英语：James Russell (baseball)）, 第17輪, 503順位被西雅圖水手選走,但未簽約
- 湯米·杭特（英语：Tommy Hunter (baseball)）, 第18輪, 538順位被坦帕灣魔鬼魚選走,但未簽約
- 戴斯蒙·詹寧斯（英语：Desmond Jennings）, 第18輪, 544順位被克里夫蘭印地安人選走,但未簽約
- 艾克·戴維斯（英语：Ike Davis）, 第19輪, 568順位被坦帕灣魔鬼魚選走,但未簽約
- 柏克·貝登哈普（英语：Burke Badenhop）, 第19輪, 570順位被底特律老虎選走
- 韋德·麥利, 第20輪, 598順位被坦帕灣魔鬼魚選走,但未簽約
- 凡斯·沃利, 第20輪, 607順位被費城費城人選走,但未簽約
- 安德魯·凱許納（英语：Andrew Cashner）, 第20輪, 617順位被亞特蘭大勇士選走,但未簽約
- 羅根·莫里森（英语：Logan Morrison）, 第22輪, 666順位被佛羅里達馬林魚選走
- 湯米·漢森, 第22輪, 677順位被亞特蘭大勇士選走
- 賈默·賈西亞（英语：Jaime García）, 第22輪, 680順位被聖路易紅雀選走
- 傑克·艾瑞亞特, 第26輪, 775順位被密爾瓦基釀酒人選走,但未簽約
- 瑟吉歐·羅莫（英语：Sergio Romo）, 第28輪, 852順位被舊金山巨人選走
- 賈斯汀·特納, 第29輪, 889順位被紐約洋基選走,但未簽約
- 泰勒·弗勞爾斯, 第33輪, 1,007順位被亞特蘭大勇士選走
- 艾力克斯·艾維拉, 第34輪, 1,020順位被底特律老虎選走,但未簽約
- 克里斯·戴維斯, 第35輪, 1,063順位被洛杉磯天使選走,但未簽約
- 布萊特·華萊斯（英语：Brett Wallace）, 第42輪, 1,253順位被多倫多藍鳥選走,但未簽約
- 約翰·阿克斯福德, 第42輪, 1,259順位被辛辛那提紅人選走,但未簽約
- 蒂姆·林斯肯, 第42輪, 1,261順位被克里夫蘭印地安人選走,但未簽約
- 巴斯特·波西, 第50輪, 1,496順位被洛杉磯天使選走,但未簽約

## 外部連結
- MLB.com - 2005 Draft Tracker (all rounds)（页面存档备份，存于）
- MLB.com - Draft History（页面存档备份，存于）
- Complete draft list from The Baseball Cube database（页面存档备份，存于）

| 前任： Matt Bush | 選秀狀元 賈斯汀·厄普頓 | 繼任： Luke Hochevar |